# Re dei Déisi Muman
Lista dei 're dei Déisi Muman.
- Andelait mac Dimma Ua Oengusa?, acme nel 697
- Torpaid mac Cernach mac Andelait, morto nel 765
- Cennetig mac Lorcan, morto nel 951
- Faelan mac Cormac, acme nel 966
- Domnall mac Faelan, 966-996
- Mothla mac Domnall, 996-1014 - ucciso nella Clontarf
- Diarmait mac Domnall, 1014-1031
- Muirchertach mac Broc, 1031-1051
- Mael Sechlainn mac Muirchertach Ua Bruicc, 1051-1059
- Mael Sechlainn mac Gilla Brigde Ua Faelan, 1059-1085
- Muirchertach Ua Bruicc, 1090-1103
- Maelsechlainn Ua Faelain, 1118
- Gerr na Ccuinneocc Ua Gruicc, 1128-1153
- Maelsechlainn Ua Faelan, 1153-1168
- Ua Faelan, 1168-1178
- Artcorb Ua Faelan, 1178-1203
- Domhnall Ua Faelan, 1203-1206
- Ross O Folan, descritto come capo dei Desi Mumhain, acme nel 1244